# Роом Абрам Матвійович
Роом Абрам Матвійович (1894—1976) — радянський російський режисер театру і кіно, сценарист. Лауреат Державної премії СРСР (1946, 1949). Заслужений діяч мистецтв РРФСР (1950). Народний артист РРФСР (1965).

## Життєпис
Народився 28 червня 1894 р. у Вільнюсі (Литва).
Навчався у Петроградському психоневрологічному інституті й Саратовському університеті.
Працював у театрах Саратова і Москви (1919—1924), з 1924 р. — в кіно (на 1-й Московській фабриці Держкіно, потім — Совкіно, а з 1941 р. — на «Мосфільмі»).
В 1933—1940 рр. був режисером Київської кіностудії, де поставив кінокартини: «Суворий юнак» (1936), «Ескадрилья № 5» (1939), «Вітер зі Сходу» (1941).
Викладав у Всесоюзному державному інституті кінематографії (1924—1934). Був членом Спілки кінематографістів СРСР.
Був одружений з актрисою Ольгою Жизнєвою.
Помер 26 липня 1976 р. в Москві. Похований на Введенському кладовищі, поруч з дружиною.

## Фільмографія
- «Бухта смерті» (1926, режисер)
- «Зрадник» (1926, режисер)
- «Євреї на землі» (1927, док. фільм; режисер і співавт. сценар.)
- «Привид, який не повертається» (1929, режисер)
- «Суворий юнак» (1936, режисер)
- «Ескадрилья № 5» (1939, режисер)
- «Вітер зі Сходу» (1941, режисер)
- «В горах Югославії» (1946, режисер)
- «Суд честі» (1948, режисер)
- «Сріблястий пил» (1953, режисер)
- «Серце б'ється знову...» (1956, режисер)
- «Гранатовий браслет» (1964, режисер і співавт. сценар.)
- «Квіти запізнілі» (1970, режисер і сценарист)
- «Передчасна людина» (1971, режисер і співавт. сценар.) та ін.